# Río Piana
El río Piana (en ruso: Пья́на) es un río de Rusia, afluente del Surá, en la cuenca hidrográfica del Volga. Discurre por el óblast de Nizhni Nóvgorod y la República de Mordovia.

## Geografía
El Piana tiene una longitud de 436 km y riega una cuenca de 8.060 km². Su caudal medio es de 25 m³/s a 65 km de su desembocadura en el Surá. Su caudal máximo es de 1500 m³/s y el mínimo de 12 m³/s.
En su curso se encuentra la central hidroeléctrica de Ichalki. Es navegable en su curso inferior.
Las principales localidades en su curso son Perevoz y Sergach.